# عبدالحسین سالار یحیی‌پور
عبدالحسین سالار یحیی‌پور فرماندار شهرستان مراغه در سال ۱۳۲۴ خورشیدی درآستانهٔ ۲۱ آذر مسئولین فرقهٔ دمکرات آذربایجان برای ارعاب بیش‌تر قوای دولتی تصمیم به ترور برخی از شخصیت‌ها نمودند. سالار یحیی‌پور در ۲ آذر ۱۳۲۴ خورشیدی به‌همراه فرماندهٔ انتظامات مراغه و یک سرباز در حال بازگشت از منزل فرماندهی شوروی به‌دست افراد ناشناسی کشته شد. مزار وی بنا به دستور تیمسار سپهبد شاه‌بختی استاندار و فرماندهٔ قوای آذربایجان در سال ۱۳۳۲ خورشیدی در آقالار مراغه بنا گردید.

## نگارخانه

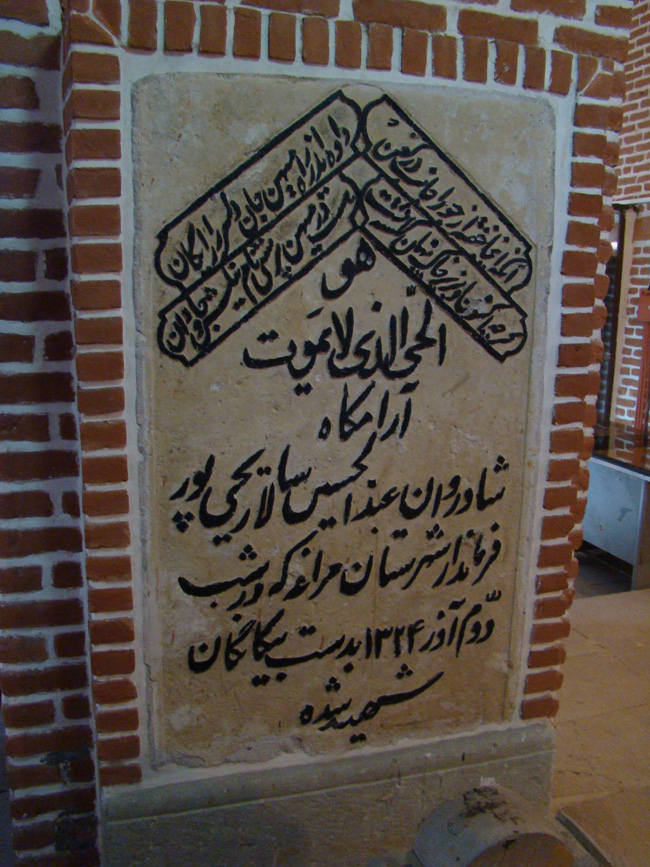
آرامگاه سالار یحیی‌پور.
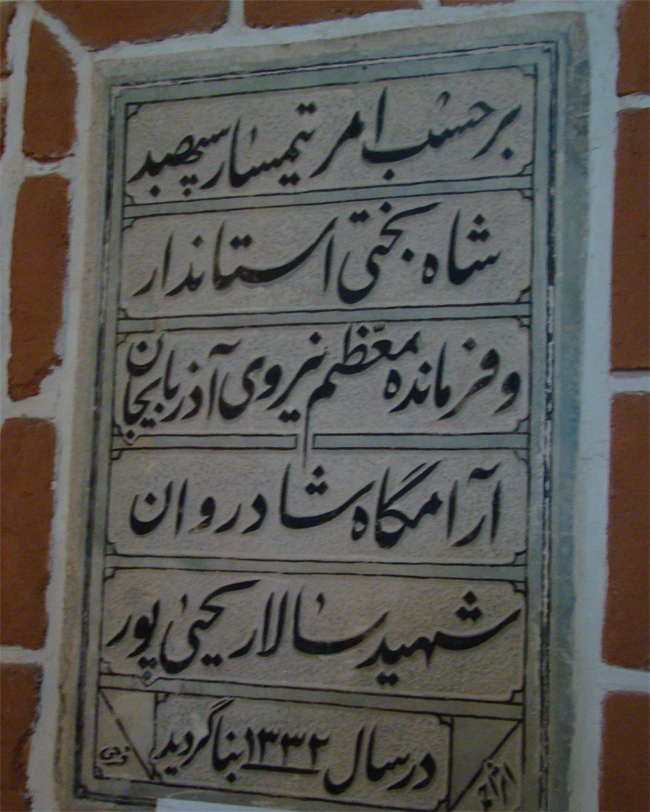
بنای یادبود سالار یحیی‌پور.